# Canaceoides nudatus
Canaceoides nudatus är en tvåvingeart som först beskrevs av Cresson 1926.  Canaceoides nudatus ingår i släktet Canaceoides och familjen Canacidae. Inga underarter finns listade i Catalogue of Life.